# Georg von Loeben
Hans Georg Kurt von Loeben (* 12. März 1875 in Gräfenbrück; † 5. Februar 1958 in Frotschau) war ein deutscher Rittergutsbesitzer und Politiker aus dem Adelsgeschlecht Loeben.

## Leben
Von Loeben war der Sohn des Rittergutsbesitzers Otto von Loeben (1835–1910) (der Vater war zunächst Kammergutspächter in Gräfenbrück gewesen und hatte dann das Rittergut Fröbersgrün erworben) und dessen Ehefrau Klara Antonie geborene Fleischer aus Uhlersdorf (1840–1913).
Georg, der evangelisch-lutherischer Konfession war, heiratete am 27. Januar 1900 in Leipzig Hanna Klara Dörfer (* 23. August 1878 in Leipzig; † 12. April 1957 in Frotschau), die Tochter des Gymnasialoberlehrers Anton Julius August Dörfer in Leipzig. Das Paar hatte die Tochter:
- Klara (* 8. Dezember 1900; † 1. Januar 1988) ⚭ 1926 Friedrich Rost (1899–1951), Dr. rer. pol., Kaufmann

Von Loeben war Herr auf Rittergut Frotschau. Das Gut mit einer Fläche von 150 ha war ursprünglich im Besitz seiner Ehefrau gewesen. Nach dem Zweiten Weltkrieg bot er in der SBZ an, "freiwillig" auf allen Besitz über 51 ha zu verzichten. Um doch eine Enteignung durchzusetzen, betrieb die SED vor allem in der Person des Kreisrats Hermann Grosse eine Verleumdungskampagne gegen ihn.
Politisch vertrat von Loeben konservative Positionen. Vom 3. Juni 1912 bis zum 3. Januar 1919 war er Mitglied im Greizer Landtag. In der Weimarer Republik schloss er sich der DNVP, später dem ThLB an. Nach 1945 war er Mitglied der LDPD, Vorsitzender des Landwirtschaftsausschusses und Kreisvorsitzender der VdgB. Ab 1946 gehörte er für die LDPD auch dem Kreistag an.